# Con amore, Rossana
Con amore, Rossana è un cortometraggio del 2002 diretto da Paola Boschi e Francesca Calligaro.

## Riconoscimenti
- 2002 - Los Angeles Italian Film Festival
  - Miglior cortometraggio[2]